# グリゴリー・ギンズブルク
グリゴリー・ロマノヴィチ・ギンズブルク（ロシア語: Григо́рий Рома́нович Ги́нзбург、英語: Grigory Romanovich Ginzburg, 1904年5月29日 ニジニー・ノヴゴロド - 1961年12月5日 モスクワ）はユダヤ系ロシア人のピアニスト。

## 経歴
母親からピアノの手ほどきを受けた後、モスクワ音楽院にてアレクサンドル・ゴリデンヴェイゼルに師事。1927年に第1回ショパン国際ピアノコンクール（ワルシャワ）にて第4位に入選。ソ連邦でも屈指の演奏家の一人と認められるようになり、たびたび西欧に演奏旅行を行なった。1929年にモスクワ音楽院の教授に就任し、同校の名教授のひとりに数えられた。
ギンズブルクのタッチは、フランツ・リストのような19世紀のヴィルトゥオーソの伝統につながっている。レパートリーは折衷的であったが、《ロッシーニの主題による幻想曲》のように、数々のトランスクリプションを遺した。